# Haworthia viscosa
Haworthia viscosa es una especie de planta suculenta perteneciente a la familia Xanthorrhoeaceae. Es originaria de Sudáfrica.

## Descripción
Es una planta suculenta perennifolia que tiene un tallo con hojas ascendentes, ovadas, gruesas, de color verde opaco, todas profundamente cóncavas en el haz, sin manchas ni tubérculos, rugosa, a veces, pero no siempre viscosa, redondeada en el envés. La inflorescencia con pedúnculo delgado, sencillo, en forma de racimos laxos, con pocas flores, de 3-6 mm de largo, con diminutas brácteas, ovadas.

## Taxonomía
Haworthia viscosa fue descrita por  (Linneo) Haw. y publicado en Syn. Pl. Succ. 90, en el año 1812.
Sinonimia
- Lista de sinónimos[5]